# 渋谷怪談2
『渋谷怪談2』（しぶやかいだん2）は、日本のホラー映画。2004年2月7日に公開。同時公開された『渋谷怪談』の続編であり、前作同様に都市伝説を題材とし、東京都渋谷区を舞台とした作品である。

## ストーリー
渋谷の怪事件から約半年後。高校受験に成功した久保綾乃は、かつての家庭教師で廃人同様となっている八島リエカの手から、渋谷のコインロッカーの鍵を受け取る。それ以来綾乃は、赤ん坊の幻覚に襲われ始める。
その頃の綾乃たちの世代の間では、渋谷に恋が叶うコインロッカーがあるという噂で持ちきりだったが、そのロッカーに関わった者は次々に謎の死を遂げていた。あのロッカーこそが元凶だと確信した綾乃は、多くの犠牲者たちの死に立ち会ってきた掛沢医師と共に、コインロッカーに立ち向かう。
掛沢は多くの者を死に追いやったロッカーを憎悪するが、綾乃はそこでコインロッカーベイビー事件があったことを知り、報われずに死んだ赤ん坊に同情心を寄せる。そんな綾乃たちのもとにも、少女の霊「サッちゃん」が出現する。綾乃たちは逃避行の末に、トラックが掛沢を撥ね、綾乃は何者かの手によって事故を逃れる。
綾乃は、病院のベッドで目を覚ます。自分がサッちゃんを想ったことで、サッちゃんが自分を事故から救ったと、安堵する。しかし実は、綾乃を救ったのはリエカの霊であり、サッちゃんが綾乃に「死ねばよかったのに」と呟き、物語は終わる。

## 登場人物
久保 綾乃（くぼ あやの）
演 - 堀北真希
主人公。前作では受験生だったが、受験に成功して晴れて高校へ進学した。ずっと慕っていたリエカを失って以来、落ち込み気味。続編の小説『サッちゃん 続・渋谷怪談』にも登場する。
篠原 庸介（しのはら ようすけ）
演 - 松山ケンイチ
綾乃の同級生。綾乃に好意を寄せていることから、彼女を何かと元気づけようとし、ついには「恋が叶う」と噂のコインロッカーに手を伸ばす。
菊池 栞（きくち しおり）
演 - 木村茜
綾乃の同級生。庸介と共に綾乃を元気づけようとするが、実は庸介が好きであり、庸介に複雑な想いを抱いている。問題のコインロッカーに関わった後、綾乃の部屋で、ベッドの下に消える。
掛沢 裕一（かけざわ ゆういち）
演 - 永澤俊矢
リエカが入院していた先の精神科医。前作でのリエカの仲間たち何人かの死にも携わっており、次々に起こる変死事件に疑問を抱いている。前作『渋谷怪談』にも登場。
村松 恵（むらまつ めぐみ）
演 - 原史奈
掛沢の助手で、私生活においてもパートナー。献身的にリエカを見舞っていた綾乃の姿に心を打たれており、彼女の良き相談相手となる。前作『渋谷怪談』にも登場。
小宮山 千沙（こみやま ちさ）、橘 瑞穂（たちばな みずほ）、三田 友美恵（みた とみえ）
演 - 太田千晶、榊安奈、細田あかり
綾乃の部活の先輩たち。綾乃が勉強を理由に部活を辞めて以来、綾乃たちを目の敵にする。悪戯三昧の日々を送っており、興味本位で問題のコインロッカーに手を伸ばした結果、変死する。
八島 リエカ（やじま リエカ）
演 - 水川あさみ
前作の主人公。冒頭で死亡するが、その存在は死後もなお、綾乃の心に大きく影響を与え続ける。
根本 美希（ねもと みき）
演 - みさきゆう
恵の友人。心理学の一環として都市伝説を研究しており、問題のコインロッカーにも手を伸ばし、悲劇を招く。
麻上 しずか（まがみ しずか）
演 - 吉田恵
綾乃たちとは別の高校の生徒。香里の恋を叶えるため、恋が叶うと噂のコインロッカーを使わせるが、以来、あらぬ物が見えるようになる。
辻 香里（つじ かおり）
演 - 田中希美
綾乃たちとは別の高校の生徒。しずかの勧めで、自分の恋を叶えるために件のコインロッカーを使い、死亡する。
宮野 良平（みやの りょうへい）
演 - 柏原収史
前作にも登場した青年。前作のラストでコインロッカーに引きずり込まれて消息を絶ったが、本作冒頭で廃人同様の姿で現れ、後に死亡する。
サッちゃん
演 - 左近香澄
少女の霊。「恋が叶う」という噂を信じて渋谷の町外れのコインロッカーを使った者を、次々に呪い殺す。「サッちゃん」の名は、5年前に死体で発見されたコインロッカーベイビーに警察が名づけた仮名。

## 制作
前作『渋谷怪談』および本作上映前の2004年1月12日に、原作小説『渋谷怪談』が発行されているが、映画『渋谷怪談』はこの小説の前半部分にあたり、後半部分のエピソードを映画化したものが本作である。前作の『渋谷怪談』とは同時に撮影された。
今回より、諸々の怪現象の元凶である少女の霊として「サッちゃん」の名が作中に登場するが、これは童謡の『サッちゃん』において、「サッちゃんがバナナを半分しか食べられないのは事故死したため」「サッちゃんの歌詞の隠された意味を知ると殺される」といった都市伝説に由来する。ほかにも「あたしたち友達だよね?」「ベッドの下」「死ねばよかったのに」といった著名な都市伝説が、作中の題材とされている。
監督の堀江慶は、ホラー映画ならではの「生きるか死ぬか」といった精神状態に加えて、せっかくの出逢いが死によって永遠の別れとなる運命に視聴者を共感させることを、本作での描写の狙いとしている。
主人公の久保綾乃役を演じた堀北真希は、本作が映画初主演作となった。

### スタッフ
- 監督：堀江慶
- 監督補：大原盛雄
- 企画:熊澤芳紀
- プロデューサー：柴田一成、梶研吾、岩佐陽一
- 脚本：福谷修
- 原案：柴田一成
- 撮影：百束尚浩
- 美術：丸尾知行
- 照明：野村泰寛
- 音楽：塚崎陽平
- 録音：伊藤裕規
- 編集：松田和茂
- 音響効果：小山秀雄

### 音楽
- 主題歌「スミレ」（作詞・作曲・歌：清家千晶）

## DVDリリース・派生作品
DVDは上映と同年の2004年6月25日に『渋谷怪談2 デラックス版』として発売。前作のDVD『渋谷怪談 デラックス版』、および両作品を同梱したDVD-BOX『渋谷怪談BOX』との同時発売である。
続編『サッちゃん 続・渋谷怪談』は映画ではなく、書き下ろし小説として発表され、本作の主人公・久保綾乃のその後が描かれている。映像作品としては、ネット配信による『渋谷怪談 サッちゃんの都市伝説』が続編にあたる。
2008年4月23日には、これまでの映像作品をすべて網羅するDVD-BOX『渋谷怪談 “最凶”大全集』に収録されて発売された。